# 粗脉蹄盖蕨
粗脉蹄盖蕨（学名：Athyrium venulosum）为蹄盖蕨科蹄盖蕨属下的一个种。

## 扩展阅读
- 維基物種上的相關：粗脉蹄盖蕨